# 王卓 (東漢)
王卓（？—137年4月15日），字仲辽，河东郡解县（今山西省临猗县东南）人，东汉时期的大臣。
王卓官至光祿勳。汉顺帝阳嘉三年（134年）十一月，司徒刘崎、司空孔扶免。十一月十四，大司农黄尚被任命为司徒，光祿勳王卓为司空。永和二年（137年）三月初八，王卓在司空任上去世，三月三十，光祿勳郭虔继任为司空。